# Zwischenwertsatz

Zwischenwertsatz: Sei eine auf definierte stetige Funktion mit, dann gibt es mindestens ein mit

In der Analysis ist der Zwischenwertsatz ein grundlegender Satz über den Wertebereich von stetigen Funktionen.
Der Zwischenwertsatz sagt aus, dass eine reelle Funktion {\displaystyle f}, die auf einem abgeschlossenen Intervall {\displaystyle [a,b]} stetig ist, jeden Wert zwischen {\displaystyle f(a)} und {\displaystyle f(b)} annimmt. Haben insbesondere {\displaystyle f(a)} und {\displaystyle f(b)} verschiedene Vorzeichen, so garantiert der Zwischenwertsatz die Existenz von mindestens einer Nullstelle von {\displaystyle f} im offenen Intervall {\displaystyle (a,b)}. Dieser Sonderfall ist als Nullstellensatz von Bolzano bekannt und nach Bernard Bolzano benannt. Andererseits kann der Zwischenwertsatz aber auch aus dem Nullstellensatz hergeleitet werden. Die beiden Formulierungen sind also äquivalent.

## Satz
Seien {\displaystyle a,b\in \mathbb {R} } mit {\displaystyle a<b} und sei {\displaystyle J=[a,b]} ein reelles Intervall und sei hierauf  {\displaystyle f\colon J\to \mathbb {R} } eine stetige Funktion. Dann nimmt {\displaystyle f} in der Bildmenge {\displaystyle f(J)} jeden beliebigen Wert {\displaystyle u} zwischen {\displaystyle f(a)} und {\displaystyle f(b)} an mindestens einer Stelle {\displaystyle c\in [a,b]} an (d. h. {\displaystyle f(c)=u}).
Formal heißt das, zu jedem {\displaystyle u\in (f(a),f(b))} (falls {\displaystyle f(a)<f(b)}) bzw. {\displaystyle u\in (f(b),f(a))} (falls {\displaystyle f(b)<f(a)}) existiert ein {\displaystyle c\in (a,b)} mit {\displaystyle f\left(c\right)=u}.
Anders formuliert bedeutet dies {\displaystyle [m,M]\subseteq f([a,b])}, worin {\displaystyle m:=\min\{f(a),f(b)\}} und {\displaystyle M:=\max\{f(a),f(b)\}}.

## Beweis
Der Beweis setzt voraus, dass die Grenzen des betrachteten abgeschlossenen Intervalls {\displaystyle [a,b]} endlich sind (gleichbedeutend: {\displaystyle [a,b]} ist auch beschränkt und somit kompakt.). Tatsächlich gilt der Zwischenwertsatz auch für unbeschränkte abgeschlossene Intervalle; die dann zu beweisenden Behauptungen finden sich im Abschnitt Verallgemeinerung dieses Artikels.
Ohne Beschränkung der Allgemeinheit gelte {\displaystyle f(a)<f(b)}, und es sei {\displaystyle u\in [f(a),f(b)]}. - Die Funktion
{\displaystyle g\colon [a,b]\to \mathbb {R} ,\quad x\mapsto g(x)=f(x)-u}
ist (als Komposition zweier stetiger Funktionen) stetig auf {\displaystyle [a,\,b]}.
Wegen {\displaystyle f(a)\leq u} ist {\displaystyle g(a)\leq 0}, wegen {\displaystyle u\leq f(b)} ist {\displaystyle 0\leq g(b)}, insgesamt also {\displaystyle g(a)\leq 0\leq g(b).\mathbf {(1)} }
Zum Beweis der Behauptung ist hinreichend zu zeigen, dass {\displaystyle g} eine Nullstelle {\displaystyle c\in [a,\,b]} hat, denn {\displaystyle g(c)=0\Leftrightarrow f(c)=u}.
Zum Nachweis der Existenz von {\displaystyle c} dient eine Folge von Intervallen {\displaystyle ([a_{k},\,b_{k}]),\;k\in \mathbb {N} } mit folgenden (zu beweisenden) Eigenschaften:
- Sämtliche Glieder {\displaystyle [a_{k},b_{k}]} respektieren die Ungleichungskette (1) (und schließen daher {\displaystyle c} ein). {\displaystyle \mathbf {(i)} }
- {\displaystyle ([a_{k},\,b_{k}])} ist eine Intervallschachtelung (und definiert genau ein {\displaystyle c\in [a,b]}). {\displaystyle \mathbf {(ii)} }
- {\displaystyle c} ist eine Nullstelle von {\displaystyle g(x)}. {\displaystyle \mathbf {(iii)} }

Eine Intervallfolge {\displaystyle ([a_{k},\,b_{k}]),\;k\in \mathbb {N} } sei rekursiv definiert mit {\displaystyle a_{1}=a,\;b_{1}=b} für das erste Intervall.
{\displaystyle c_{k}={\frac {a_{k}+b_{k}}{2}}} ist der Mittelpunkt des {\displaystyle k}-ten Intervalls.
Die Grenzen des jeweils folgenden Intervalls {\displaystyle [a_{k+1},\,b_{k+1}]} seien
für {\displaystyle g(c_{k})<0}: {\displaystyle a_{k+1}=c_{k},b_{k+1}=b_{k}} und
für {\displaystyle g(c_{k})\geq 0}: {\displaystyle a_{k+1}=a_{k},b_{k+1}=c_{k}}.
zu (i): Mit (1) ist {\displaystyle g(a_{1})} nicht positiv, {\displaystyle g(b_{1})} nicht negativ.
Beim Übergang von {\displaystyle [a_{k},b_{k}]} zu {\displaystyle [a_{k+1},b_{k+1}]} wird genau eine der Intervallgrenzen {\displaystyle a_{k}} (bzw. {\displaystyle b_{k}}) genau dann durch eine neue Grenze {\displaystyle c_{k}} ersetzt, wenn auch {\displaystyle g(c_{k})} nicht positiv (bzw. nicht negativ) ist.
Also gilt {\displaystyle g(a_{k})\leq 0\leq g(b_{k})} für {\displaystyle {\boldsymbol {alle}}} {\displaystyle a_{k}} bzw. {\displaystyle b_{k}}, q.e.d.
zu (ii): Im {\displaystyle [a_{k},b_{k}]} folgenden Intervall {\displaystyle [a_{k+1},b_{k+1}]} ist die ersetzende Grenze {\displaystyle c_{k}} größer als eine ersetzte untere Grenze {\displaystyle a_{k}}, aber kleiner als eine ersetzte obere Grenze {\displaystyle b_{k}}, indem {\displaystyle c_{k}} der Intervallmittelpunkt von {\displaystyle [a_{k},b_{k}]} ist. Da der Übergang von {\displaystyle [a_{k},b_{k}]} zu {\displaystyle [a_{k+1},b_{k+1}]} den Intervalldurchmesser {\displaystyle d_{k}=b_{k}-a_{k}} halbiert, ist der Intervalldurchmesser fast aller Folgeglieder kleiner als ein beliebig vorgegebener. ({\displaystyle \Leftrightarrow (d_{k})} ist eine Nullfolge.)
Behauptung: {\displaystyle (a_{k})} ist monoton steigend {\displaystyle \Leftrightarrow \forall k:a_{k+1}\geq a_{k}.\mathbf {(2)} }.
Beweis: Für {\displaystyle a_{k+1}=a_{k}} ist nichts zu beweisen. Für {\displaystyle a_{k+1}=c_{k}} folgt aus {\displaystyle b_{k}>a_{k}}: {\displaystyle a_{k+1}={\frac {a_{k}+b_{k}}{2}}>{\frac {a_{k}+a_{k}}{2}}=a_{k}}.
Behauptung: {\displaystyle (b_{k})} ist monoton fallend {\displaystyle \Leftrightarrow \forall k:b_{k+1}\leq b_{k}.\mathbf {(3)} }.
Beweis: Für {\displaystyle b_{k+1}=b_{k}} ist nichts zu beweisen. Für {\displaystyle b_{k+1}=c_{k}} folgt aus {\displaystyle a_{k}<b_{k}}: {\displaystyle b_{k+1}={\frac {a_{k}+b_{k}}{2}}<{\frac {b_{k}+b_{k}}{2}}=b_{k}}.
Behauptung: {\displaystyle (d_{k})}, {\displaystyle d_{k}=b_{k}-a_{k}} ist eine Nullfolge. {\displaystyle \mathbf {(4)} } - Beweis: Der Durchmesser des Intervalls {\displaystyle [a_{k+1},b_{k+1}]} ist
für {\displaystyle g(c_{k})<0}: {\displaystyle d_{k+1}=b_{k+1}-a_{k+1}=b_{k}-c_{k}={\frac {2b_{k}}{2}}-{\frac {a_{k}+b_{k}}{2}}={\frac {b_{k}-a_{k}}{2}}={\frac {d_{k}}{2}}};
für {\displaystyle g(c_{k})\geq 0}: {\displaystyle d_{k+1}=b_{k+1}-a_{k+1}=c_{k}-a_{k}={\frac {a_{k}+b_{k}}{2}}-{\frac {2a_{k}}{2}}={\frac {b_{k}-a_{k}}{2}}={\frac {d_{k}}{2}}}.
Insgesamt können alle {\displaystyle d_{k}} auch {\displaystyle d_{k}=d_{1}\cdot \left({\frac {1}{2}}\right)^{k-1}} geschrieben werden, und {\displaystyle (d_{k})} ist wegen {\displaystyle \left|{\frac {1}{2}}\right|<1} eine (geometrische) Nullfolge.
Mit (2), (3) und (4) ist {\displaystyle ([a_{k},\,b_{k}])} eine Intervallschachtelung, die genau eine Zahl {\displaystyle c\in \mathbb {R} } definiert.
Mit {\displaystyle \forall k:[a_{k},b_{k}]\subset [a,b]\Rightarrow \{c\}=\bigcap _{k\in \mathbb {N} }[a_{k},b_{k}]\subset [a,b]} liegt {\displaystyle c} im Intervall der Voraussetzung, q. e. d.
Bemerkung: Endlich viele Intervalle einer wie {\displaystyle ([a_{k},b_{k}])} konstruierten Intervallschachtelung liegen dem numerischen Verfahren Bisektion zugrunde.
zu (iii): {\displaystyle c} ist gemeinsamer Grenzwert der Folgen {\displaystyle (a_{k})} und {\displaystyle (b_{k})}; wegen Stetigkeit von {\displaystyle g(x)} ist {\displaystyle g(c)} gemeinsamer Grenzwert der Folgen {\displaystyle (g(a_{k}))} und {\displaystyle (g(b_{k}))}. Die Beschränktheit der Folgen {\displaystyle (g(a_{k}))} und {\displaystyle (g(b_{k}))} bewirkt, dass {\displaystyle g(c)} weder positiv noch negativ ist.
Aus (ii) folgt
{\displaystyle \lim _{k\to \infty }a_{k}=c=\lim _{k\to \infty }b_{k}},
hieraus mit dem Folgenkriterium vermöge der Stetigkeit von {\displaystyle g(x)} bei {\displaystyle x=c}:
{\displaystyle \lim _{k\to \infty }g(a_{k})=g(c)=\lim _{k\to \infty }g(b_{k})}.
Mit (i) haben die Folgen {\displaystyle (g(a_{k}))} bzw. {\displaystyle (g(b_{k}))} eine obere bzw. unterer Schranke, die sich auf den jeweiligen Grenzwert fortsetzt:
{\displaystyle g(a_{k})\leq 0\Rightarrow g(c)\leq 0}, ebenso {\displaystyle g(b_{k})\geq 0\Rightarrow g(c)\geq 0}, insgesamt also {\displaystyle g(c)=0}, q. e. d.

### Alternativer Beweis
Es reicht, den Fall {\displaystyle f(a)<f(b)} zu betrachten. Sei {\displaystyle u\in [f(a),f(b)]} beliebig. Für {\displaystyle u=f(a)} und {\displaystyle u=f(b)} ist die Behauptung klar. Im Folgenden sei {\displaystyle u} also o. B. d. A. aus dem offenen Intervall {\displaystyle ]f(a),f(b)[}. Es ist zu zeigen, dass ein {\displaystyle c\in [a,b]} existiert mit {\displaystyle f(c)=u}. Setze
{\displaystyle M=\{x\in [a,b]|u<f(x)\}}.
Es gilt {\displaystyle M\neq \emptyset }, da {\displaystyle b\in M}. Da {\displaystyle M} beschränkt ist, ist
{\displaystyle c:=\inf M=\inf\{x\in [a,b]|u<f(x)\}}
eine reelle Zahl.
Behauptung: Es gibt eine Folge {\displaystyle (x_{n})_{n\in \mathbb {N} }} in {\displaystyle M} mit {\displaystyle \lim _{n\to \infty }x_{n}=c}.
Hierzu: Da {\displaystyle c} die größte untere Schranke ist, ist {\displaystyle c+{\frac {1}{n}}} keine untere Schranke. Mithin gibt es zu jedem {\displaystyle n\in \mathbb {N} } ein {\displaystyle x_{n}\in M} mit {\displaystyle c+{\frac {1}{n}}>x_{n}}. Außerdem ist natürlich {\displaystyle x_{n}\geq c}, da {\displaystyle c} eine untere Schranke ist. Die so konstruierte Folge {\displaystyle (x_{n})_{n\in \mathbb {N} }} konvergiert nach dem Intervallschachtelungsprinzip wie gewünscht gegen {\displaystyle c}. Dies zeigt die Behauptung.
Aus {\displaystyle a\leq x_{n}\leq b} folgt mit den Grenzwertsätzen auch {\displaystyle c\in [a,b]}. Da {\displaystyle f} stetig ist, gilt {\displaystyle \lim _{n\to \infty }f(x_{n})=f(c)}. Wegen {\displaystyle f(x_{n})>u} ist weiter {\displaystyle f(c)\geq u}. Insbesondere folgt {\displaystyle c>a}, da {\displaystyle f(a)<u}.
Wegen {\displaystyle c>a} ist {\displaystyle c_{n}:=c-{\frac {1}{n}}\in [a,b]} für alle großen {\displaystyle n}. Weil {\displaystyle c_{n}<c=\inf M} folgt {\displaystyle c_{n}\notin M} und somit {\displaystyle f(c_{n})\leq u}. Zusammen mit der Stetigkeit von {\displaystyle f} in {\displaystyle c} ergibt sich durch Grenzübergang {\displaystyle f(c)=\lim _{n\to \infty }f(c_{n})\leq u}. Insgesamt also {\displaystyle f(c)=u}. q.e.d.

## Beispiel

Die Funktion f nimmt den Wert u mit f(a) < u < f(b) an der Stelle c an.

Die Kosinus-Funktion {\displaystyle \cos } ist im Intervall {\displaystyle [0,2]} stetig, es ist {\displaystyle \cos(0)=1} und {\displaystyle \cos(2)\approx -0{,}4161<0}. Der Zwischenwertsatz besagt dann, dass der Kosinus mindestens eine Nullstelle im Intervall {\displaystyle (0,2)} hat. Tatsächlich gibt es in dem Intervall genau eine Nullstelle, nämlich {\displaystyle {\tfrac {\pi }{2}}}.

## Verallgemeinerung
Der Zwischenwertsatz ist ein Spezialfall des folgenden Satzes aus der Topologie: Das Bild einer zusammenhängenden Teilmenge eines topologischen Raumes unter einer stetigen Abbildung ist wieder zusammenhängend.
Daraus ist wieder der Zwischenwertsatz zu erhalten, weil Stetigkeit einer Funktion im topologischen Sinne die im Zwischenwertsatz für reelle Funktionen geforderte einschließt und weil eine Teilmenge der reellen Zahlen genau dann zusammenhängend ist, wenn sie ein Intervall ist.

## Folgerungen
Es gilt der folgende allgemeine Satz:
Ist {\displaystyle I\subseteq \mathbb {R} } ein  beliebiges reelles Intervall und {\displaystyle f\colon I\to \mathbb {R} } eine auf ihm definierte stetige Funktion,  so ist auch das Bild {\displaystyle f(I)\subseteq \mathbb {R} } ein Intervall.
Aus dem Zwischenwertsatz ergibt sich ebenfalls unmittelbar ein bekanntes Resultat, das Karl Weierstraß zugerechnet und als weierstraßscher Nullstellensatz bezeichnet wird. Es besagt folgendes:
Jede reelle Polynomfunktion {\displaystyle f\colon \mathbb {R} \to \mathbb {R} }, deren Grad {\displaystyle \deg(f)}  eine ungerade Zahl ist, besitzt wenigstens eine reelle Nullstelle.

## Zwischenwertsatz für Ableitungen (Satz von Darboux)
Eine zum obigen Zwischenwertsatz analoge Aussage gilt für Ableitungsfunktionen:
Ist {\displaystyle f\colon [a,b]\to \mathbb {R} } eine auf dem Intervall {\displaystyle [a,b]\subseteq \mathbb {R} } definierte differenzierbare Funktion mit {\displaystyle f'(a)\neq f'(b)}, so nimmt die Ableitungsfunktion {\displaystyle f'} jeden Wert zwischen {\displaystyle f'(a)} und {\displaystyle f'(b)} an.